# مؤشر نشاط التهاب القولون السريري البسيط
مؤشر نشاط التهاب القولون السريري البسيط هو أداة تشخيصية واستبيان يستخدم لتقييم شدة الأعراض لدى الأشخاص الذين يعانون من التهاب القولون التقرحي. تم إنشاؤه في عام 1998 ولا يزال يستخدم لتقييم شدة الأعراض. كما أنها تستخدم لأغراض البحث لتحديد فعالية العلاجات المختلفة التي تهدف إلى تخفيف الأعراض. تتراوح الدرجة المحسوبة من 0 إلى 19، حيث يكون المرض النشط 5 أو أعلى.
يتم تحديد النتيجة عن طريق طرح أسئلة على الشخص المصاب بالتهاب القولون بخصوص:
- تبرز في النهارأو الليل.
- ضرورة التغوط.
- دم في البراز.
- الصحة العامة.
- المظاهر خارج الكولونية.